# Divine Madness... Definitely
Divine Madness... Definitely è un doppio album reggae/dub di Lee Perry e The Upsetters, prodotto da Lee "Scratch" Perry contenente produzioni del cosiddetto periodo Black Ark e pubblicato in Gran Bretagna dall'etichetta Pressure Sounds nel 1990.
Il disco contiene materiale registrato negli anni settanta presso i Black Ark studios, gli studi di registrazione di Lee Perry, teatro di molte produzioni innovative; il secondo disco contiene un'intervista di 26 minuti a Lee Perry a cura di Steve Barker and Roger Eagle, fatta per l'emittente radiofonica BBC Radio Lancashire (con brani del 1984, 1986 e 1991).

## Tracce
1. Woman And Money - DD Dennis
2. 10 Cent Skank - The Upsetters
3. River To Cross - The Viceroys
4. Sweet Taste Of Memory - Milton Henry
5. Stand Up - Eric Donaldson
6. Dub Fa Yah Rights - The Upsetters
7. So Many Ways - Reggie Antonie
8. So Many Skanks - The Upsetters
9. Africa We Are Going Home - Time Unlimited
10. Africa Dub - The Upsetters
11. Oh Me Oh My - Bree Daniels
12. Oh Me Oh Dub - The Upsetters
13. Take Warning - Ralph Haughton & The Ebony Sisters
14. Warning Of Dub - The Upsetters
15. Sons Of Negus - Jimmy Riley
16. Kingdom Of Dub - The Upsetters
17. To Be A Lover In Dub - Augustus Pablo & The Upsetters